# ISRIB
ISRIB，全称整合性压力反应抑制剂（integrated stress response inhibitor）是一种可逆转eIF2α磷酸化所产生效应的实验药物，IC50值为5 nM。由卡梅拉·西德劳斯基（Carmela Sidrauski）于舊金山加利福尼亞大學的瓦尔特（Peter Walter）实验室中，通过对一个大型小分子化合物库进行半自动筛选后所发现。西德劳斯基于发现后便决定投身于对其的研究。研究表明，ISRIB能抑制eIF2α磷酸化诱发的应激颗粒的形成。由于已知eIF2α磷酸化与记忆的形成有关，ISRIB便被进行了测试，以了解其于活体内是否具有活性，结果是发现了其很容易便穿过了血脑屏障，且其半衰期为8小时。
随后，在2013年所进行的测试发现，ISRIB对小鼠有显著的促智作用，具体表现为在标准水迷宫与条件环境测试中，小鼠的空间学习能力和与恐惧相关的学习能力得到增强。
2017年的测试表明，ISRIB改善了脑损伤小鼠在记忆测试中学习和形成记忆的能力，从而逆转了脑外伤所造成的损伤。ISRIB治疗还能纠正空间记忆缺陷，改善老年小鼠的工作记忆。
Sidrauski对其的深入研究发现，这种分子可以在小鼠脑外伤数月后就能恢复记忆形成之能力，且还显示出治疗神经退行性疾病的潜力，如阿尔茨海默氏症、帕金森氏症和肌萎縮性脊髓側索硬化症。在小鼠身上，还能减少与年龄有关的认知能力下降，并能改善健康小鼠的记忆力。